# Karl von Mansfeld
Karl von Mansfeld (Lussemburgo, 1543 – 24 agosto 1595) fu generale durante il lungo conflitto che contrappose gli Asburgo e l'Impero ottomano nei Balcani.

## Biografia
Von Mansfeld era figlio del conte Peter Ernst I von Mansfeld-Vorderort. Venne educato in Francia, poi cominciò la sua carriera militare combattendo per Filippo II d'Asburgo: fece rapidamente carriera nell'esercito spagnolo, divenendo generale e poi ammiraglio nei Paesi Bassi spagnoli. Nel 1595 Karl von Mansfeld passò al servizio dell'imperatore Rodolfo II d'Asburgo, nipote di re Filippo, nella Lunga Guerra. Karl venne inviato in Ungheria a cingere d'assedio Esztergom.
Karl von Mansfeld morì poco dopo aver espugnato Esztergom, probabilmente per le ferite riportate durante lo scontro, a Komárom.
Karl von Mansfeld si sposò due volte: la prima con Diane de Cossé e la seconda con Marie Christine von Egmond, morta nel 1622. Marie, già madre di Alexandre de Bournonville Duc de Bournonville, conte di Henin-Lietard (14 settembre 1585, Bruxelles-21 marzo 1656), diede a Mansfeld un figlio, Antoine III de Lalaing (1588/1590-26 settembre 1613), conte di Hoogstraeten, che sposò Maria Margaretha de Berlaymont, figlia di Claude Berlaymont, nota come Haultpenne.